# أود هينركسن
أود هينركسن هو مسير أعمال ومحامي وسياسي نرويجي، ولد في 1 مارس 1965. نشط حزبياً في حزب المحافظين. وقد انتخب Mayor of Fauske ‏ (2007 – 2011) وفي الانتخابات البرلمانية النرويجية 2013، انتخب عضو برلمان النرويج ‏ عن دائرة نورلان وقد انضم خلال فترته النيابية ‏ (1 أكتوبر 2013 – 30 سبتمبر 2017) للكتلة البرلمانية حزب المحافظين.